# Helmut Grande
Helmut Conrad Bruno Wilhelm Grande (* 18. Dezember 1906 in Wäldchen, Kreis Strehlen, Niederschlesien) war ein deutscher Landrat.

## Leben und Wirken
Grande war ein Sohn des Postverwalters Wilhelm Grande und seiner Ehefrau Gertrude, geb. Conrad. Am 12. Januar 1934 legte Grande die große Staatsprüfung ab. Er wurde zum Regierungsrat ernannt und arbeitete im Landratsamt in Beeskow. Von dort wurde er im September 1939 zum Landratsamt Grünberg i. Schles. abgeordnet, um den dortigen Landrat zu vertreten, der zum Kriegsdienst einberufen wurde.
Am 1. Juli 1940 wurde er definitiv als Landrat im Landkreis Grünberg i. Schles. eingesetzt. Anfang 1942 wurde er zur Wehrmacht einberufen, wodurch eine Vertretung für ihn als Landrat in Grünberg erforderlich wurde.

## Ehe und Familie
Am 9. September 1938 heiratete Grande in Oberkaufungen Margarete Kilian (* 6. September 1915 in Oberkaufungen), die Tochter eines Försters.